# 対戦車砲一覧
対戦車砲一覧（たいせんしゃほういちらん）では、現在までに各国で使用された対戦車砲を挙げる。

## 戦間期 - 第二次世界大戦
ドイツ国
2.8cm sPzB41
3.7 cm PaK 36
7.62 cm PaK 36(r)
5 cm PaK 38
7.5 cm PaK 97/38
7.5 cm PaK 40
4.2cm lePak41
7.5 cm Pak 41
8.8 cm PaK 43 / 8.8 cm PaK 43/41
12.8 cm PaK 44
 ソビエト連邦
1-K 37mm対戦車砲
19-K 45mm対戦車砲
53-K 45mm対戦車砲
M-42 45mm対戦車砲
ZIS-2 57mm対戦車砲
ZIS-3 76.2mm野砲
BS-3 100mm野砲
 日本
九四式三十七粍砲
一式機動四十七粍速射砲
 イギリス
オードナンス QF 2ポンド砲
オードナンス QF 6ポンド砲
オードナンス QF 17ポンド砲
 アメリカ合衆国
M3 37mm砲
M1 57mm砲
M5 3インチ砲
 イタリア王国
47mm32口径砲
 フランス
オチキス 25mm対戦車砲
オチキス 47mm対戦車砲 (47 mm APX anti-tank gun)
 スウェーデン
ボフォース 37mm対戦車砲
 チェコスロバキア
シュコダ 37mm対戦車砲 (Skoda 37 mm Model 1937)
47mm P.U.V. vz. 36砲

## 第二次世界大戦後
ソビエト連邦 /  ロシア
D-44 85mm野砲（85 mm divisional gun D-44）
D-48 85mm対戦車砲（85 mm antitank gun D-48）
T-12 100mm対戦車砲
2S45 125mm対戦車砲（2S45 anti-tank gun)